# Hyptia chalcidipennis
Hyptia chalcidipennis är en stekelart som först beskrevs av Günther Enderlein 1905.  Hyptia chalcidipennis ingår i släktet Hyptia och familjen hungersteklar. Inga underarter finns listade i Catalogue of Life.